# Harvey Weston
William Harvey Weston (* 2. März 1940 in London) ist ein britischer Jazzmusiker (Kontrabass, Bassgitarre).
Weston begann 16-jährig Kontrabass zu spielen und trat zunächst in der Skiffleband The Zephyrs und anderen lokalen Gruppen auf. Als Berufsmusiker gehörte er dann zur Band von Lennie Hastings, mit der er 1959 in Deutschland tourte. 1960 arbeitete er bei Roy Holiday, dann im Kabarett, bei Selsey Bill (1962), in Tanzorchestern und begleitete das Duo Nina & Frederik (1963). Vier Jahre lang gehörte er zum Orchester von Olav Vass, um zwischen 1968 und 1974 Mitglied der Band von Alex Welsh zu sein. Daneben war er bei Kathy Stobart/John Picard aktiv, um dann bei Humphrey Lyttelton, in der London Big Band von Stan Greig und in Ian Stewarts Rocket 88 zu wirken. Daneben begleitete er zahlreiche amerikanische Stars; in den 1980er Jahren spielte er vor allem in den Bands von Mick Pyne, Keith Smith und Pat Halcox, seit den 1990er Jahren bei Brian Priestley und in Digby Fairweather Half Dozen. In Deutschland tourte er immer wieder mit Pete York. Er ist auch auf  Aufnahmen von Sammy Price, Ian Wheeler, Bud Freeman und Wild Bill Davison zu hören.

## Lexigraphische Einträge
- Ian Carr, Digby Fairweather, Brian Priestley: Jazz: The Rough Guide. Rough Guides, London 2004, ISBN 1-85828-528-3
- John Chilton, Who’s Who of British Jazz. London: Continuum 2004; ISBN 978-0826472342